# Tour da Ucrânia
O Tour da Ucrânia é uma competição de ciclismo por etapas ucraniana. Criada em 2016, faz parte do UCI Europe Tour em categoria 2.2.

## Palmarés
| Ano  | Vencedor      | Segundo         | Terceiro       |
| ---- | ------------- | --------------- | -------------- |
| 2016 | Serhi Lahkuti | Vitaliy Buts    | Nikita Stalnow |
| 2017 | Vitaliy Buts  | Andriy Vasylyuk | Serhi Lahkuti  |

## Palmarés por países
| País    | Vitórias |
| ------- | -------- |
| Ucrânia | 2        |